# アレクサンデル・ベスプーチン
アレクサンデル・アレクサンドロビッチ・ベスプーチン（ロシア語: Александр Александрович Беспутин、Alexander Alexandrovich Besputin、1991年4月26日 - ）は、ロシアのプロボクサー。スヴェルドロフスク州カメンスク・ウラルスキー出身。

## 来歴
2015年10月22日、ベスプーチンはトップランク及びマネージャーにワシル・ロマチェンコを擁するエギス・クリマスと契約を結びプロに転向。
2015年12月12日、カリフォルニア州グランデールのシビック・アウディトリウムでフェルナンド・パリザとデビュー戦を行い、2回2分59秒KO勝ちを収めた。
2016年8月6日、アリゾナ州ツーソンのカジノ・デル・ソルでケビン・ウォーマック・ジュニアと対戦し、初回2分8秒KO勝ちを収めた。
2016年11月5日、ラスベガスのトーマス&マック・センターでアザエル・コシオと対戦し、コシオが6回終了時に棄権した為TKO勝ちを収めた。
2017年1月27日、ロサンゼルスのスポーツマンズ・ロッジでヒルベルト・ペレイラ・ドス・サントスと対戦し、6回3-0（3者共60-54）の判定勝ちを収めた。
2018年9月14日、フレズノのセーブ・マート・センターでアラン・サンチェスとUSBA全米ウェルター級王座決定戦を行い、9回1分44秒TKO勝ちを収めた。
2018年12月8日、ニューヨークのフールー・シアターでファン・カルロス・アブレウ
と対戦し、10回3-0（3者共100-88）の判定勝ちを収めUSBA王座の初防衛に成功した。
2019年4月12日、ステイプルズ・センターでアルフレド・ブランコと対戦し、10回3-0（2者が100-90、99-91）の判定勝ちを収めUSBA王座の2度目の防衛に成功した。
2019年11月30日、モンテカルロのカジノ・モンテカルロ・サル・メディシンでマニー・パッキャオのスーパー王者格上げに伴いWBA世界ウェルター級2位のラジャブ・ブタエフとWBA世界ウェルター級王座決定戦とEPBユーラシアウェルター級王座決定戦を行い、12回3-0（3者共116-112）の判定勝ちを収めた。しかし、ベスプーチンから事前に採取されたAサンプルから代謝を促進するリガンドロールが検出され、2020年1月に検査された、Bサンプルからもリガンドロールが検出された。
2020年7月4日、上記のリガンドロール検出のドーピング違反を受けWBAはベスプーチンからWBA世界ウェルター級王者王座とEBPユーラシアウェルター級王座を剥奪し、試合結果を無効試合に変更した。

## 獲得タイトル
- USBA全米ウェルター級王座